# Nerobergbahn

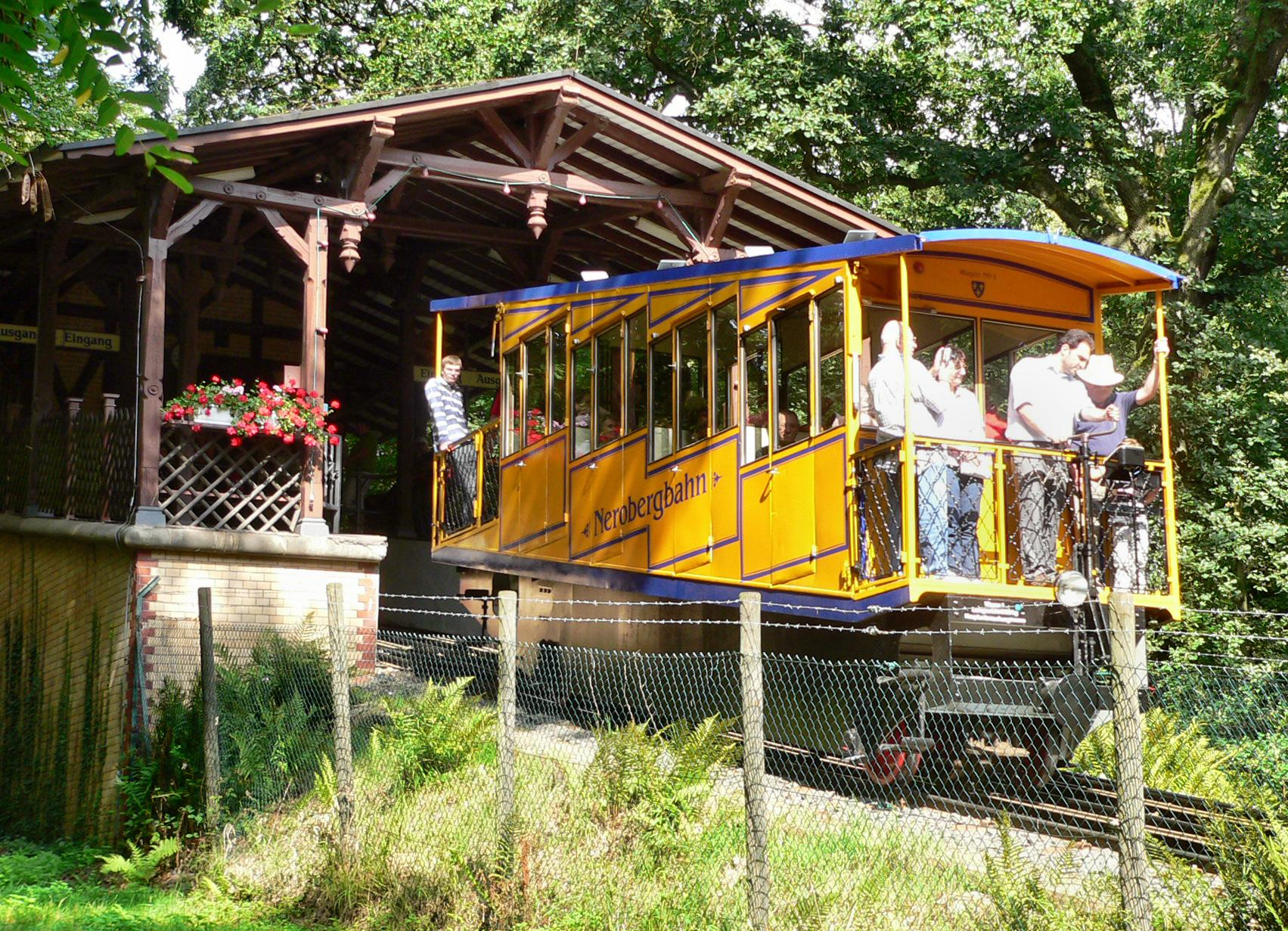
La Nerobergbahn

Nerobergbahn és un funicular de la ciutat alemanya de Wiesbaden que n'uneix la part alta amb el muntanya de Neroberg. Va ser inaugurat el 1888, cosa que el convertí en el primer d'Alemanya. El 2000 s'hi feu una remodelació.
- Longitud de la línia 440 m
- Desnivell 80 m
- Pendent 26%
- Vehicles 2
- Capacitat dels vehicles 50 persones
- Velocitat 2 m/s (o 7,3 km/h)